# Cleptometopus sericeus
Cleptometopus sericeus är en skalbaggsart som först beskrevs av Charles Joseph Gahan 1894.  Cleptometopus sericeus ingår i släktet Cleptometopus och familjen långhorningar.
Artens utbredningsområde är Burma. Inga underarter finns listade i Catalogue of Life.